# Turó Masatrigo
El Turó Masatrigo (localment, en castellà, Cerro Masatrigo) és un pujol del municipi d'Esparragosa de Lares, a la província de Badajoz, Extremadura, Espanya. Es troba a 501 metres sobre el nivell de la mar i a 161 metres sobre el terreny del voltant. Fa 1,3 quilòmetres d'ample.

## Característiques
El turó és una formació geològica cònica pràcticament perfecta, situada a la frontera entre les comarques de La Sibèria i La Serena, que després de la construcció de la Presa de La Serena es va convertir en una península enmig de les aigües de l'embassament.
El pujol pot ser explorat per dues rutes de senderisme de longitud semblant, però dificultat diferent, aptes per a ciclisme de muntanya i amb sortida des del mateix lloc. La primera ofereix un recorregut perimetral a mig vessant, amb un desnivell molt suau, mentre que la segona ofereix la possibilitat de coronar el turó pel camí més ràpid, per la qual cosa té un desnivell més pronunciat. El turó ha estat més d'un cop l'escenari d'anuncis publicitaris.